# Xã Delaware, Quận Hancock, Ohio
Xã Delaware (tiếng Anh: Delaware Township) là một xã thuộc quận Hancock, tiểu bang Ohio, Hoa Kỳ. Năm 2010, dân số của xã này là 1.285 người.